# Mansur Abdullin
Mansur Idijatowicz Abdullin (ros. Мансур Идиятович Абдуллин; ur. 15 września 1919 we wsi Kirgiz-Mijaki w Baszkirii, zm. 8 czerwca 1996 w Ufie) – radziecki żołnierz, porucznik narodowości tatarskiej, Bohater Związku Radzieckiego (1943).

## Życiorys
Urodził się w rodzinie chłopskiej. Miał wykształcenie średnie, pracował w kołchozie, później jako kontroler rejonowego oddziału banku państwowego w Lenińsku w Uzbekistanie. 
W maju 1939 został powołany do Armii Czerwonej. Od 1941 walczył z Niemcami, w listopadzie 1941 został ranny i odesłany do szpitala, w lipcu 1942 wrócił na front, 10 lipca 1943 jako dowódca działonu 167 gwardyjskiego pułku artylerii lekkiej 3 Gwardyjskiej Brygady Artylerii Lekkiej, 1 Gwardyjskiej Dywizji Artylerii Przełamania (ros. 1 гв.адп) w składzie 70 Armii i Frontu Centralnego w stopniu starszego sierżanta wyróżnił się w walkach w obwodzie kurskim, odpierając trzy ataki przeciwnika i niszcząc osiem czołgów. Został wówczas ciężko ranny, po wyleczeniu w październiku 1944 zwolniono go do rezerwy. 
W 1945 został przyjęty do WKP(b), uczył się na kursach partyjnych przy Baszkirskim Komitecie Obwodowym WKP(b) w Ufie i później w Baszkirskim Państwowym Instytucie Pedagogicznym, pracował w szkole, m.in. jako dyrektor.

## Odznaczenia
- Złota Gwiazda Bohatera Związku Radzieckiego (7 sierpnia 1943)
- Order Lenina
- Order Wojny Ojczyźnianej I klasy
- Order Czerwonej Gwiazdy (dwukrotnie)
- Tytuł „Zasłużony Nauczyciel Baszkirskiej ASRR”

I medale.